# Encore: Movie Partners Sing Broadway
«Encore: Movie Partners Sing Broadway» — тридцать пятый студийный альбом американской певицы Барбры Стрейзанд, выпущенный 26 августа 2016 года на лейбле Sony Music Entertainment. Альбом стал одиннадцатым в карьере певицы, возглавившим американский хит-парад Billboard 200 (рекорд для всех певиц за всю историю). Также альбом стал 7-м в карьере певицы диском, возглавившим британский хит-парад и 3-м чарттоппером в Австралии. В записи дуэтов приняли участие партнёры по кинофильмам, в том числе такие звёзды как Алек Болдуин, Мелисса Маккарти, Антонио Бандерас, Хью Джекман, Энн Хэтэуэй, Дейзи Ридли, Энтони Ньюли, Крис Пайн, Джейми Фокс, Патрик Уилсон, Сет Макфарлейн.
В феврале 2017 года альбом был номинирован на премию Грэмми в категории Лучший традиционный вокальный поп-альбом.

## Коммерческий приём
Альбом Encore: Movie Partners Sing Broadway вышел 26 августа 2016 года, сумев дебютировал на первой позиции в Великобритании в чарте UK Albums Chart с тиражом 20,000 копий в первую неделю релиза, став для певицы её 7-м лидером британского хит-парада. В Австралии альбом также дебютировал на первом месте, став третьим чарттоппером Стрейзанд в этой стране.
Encore: Movie Partners Sing Broadway дебютировал на первой позиции в американском хит-параде Billboard 200 с тиражом 149,000 проданных эквивалентных альбомных единиц в первую неделю релиза, включая 148,000 чистых продаж (без учёта стриминга). Из них физических альбомных продаж (CD и виниловые пластинки LP) было 126,000 копий, это крупнейшие продажи в одну неделю в 2016 году. Encore продлил рекорд Стрейзанд по наибольшему числу альбомов (11), достигших в США первой позиции среди женщин, и также разделяя общее третье место среди всех исполнителей с рок-музыкантом Брюсом Спрингстином.
Стрейзанд также увеличила свой собственный рекорд наибольшей продолжительности времени между чарттопперами в Billboard 200: до Encore прошёл 51 год и 10 месяцев после её первого диска, People (31 октября 1964). Стрейзанд продолжает оставаться единственным исполнителем в истории, который имеет альбомы на вершине все последние шесть десятилетий (1960-е-2010-е).

## Список композиций
| №   | Название | Автор(ы)                                                | Длительность |
| --- | --- | ------------------------------------------------------- | ------------ |
| 1.  | «At the Ballet» (при участии Энн Хэтэуэй и Дейзи Ридли; из мюзикла «A Chorus Line»)                                                      | Эдвард Клебан, Марвин Хэмлиш                            | 7:30         |
| 2.  | «Loving You» (при участии Патрика Уилсона; из мюзикла «Passion»)                                                                         | Стивен Сондхайм                                         | 3:30         |
| 3.  | «Who Can I Turn To (When Nobody Needs Me)» (при участии Энтони Ньюли; из мюзикла «The Roar of the Greasepaint – The Smell of the Crowd») | Лесли Брикасс, Энтони Ньюли                             | 4:24         |
| 4.  | «The Best Thing That Has Ever Happened» (при участии Алека Болдуина; из мюзикла «Road Show»)                                             | Стивен Сондхайм                                         | 3:13         |
| 5.  | «Any Moment Now» (при участии Хью Джекмана; из мюзикла «Smile»)                                                                          | Марвин Хэмлиш, Каролин Лей                              | 4:45         |
| 6.  | «Anything You Can Do» (при участии Мелиссы Маккарти; из мюзикла «Annie Get Your Gun»)                                                    | Ирвин Берлинг                                           | 3:12         |
| 7.  | «Pure Imagination» (при участии Сета Макфарлейна; из мюзикла «Willy Wonka & the Chocolate Factory»)                                      | Лесли Брикасс, Энтони Ньюли                             | 4:12         |
| 8.  | «Take Me to the World» (при участии Антонио Бандераса; из мюзикла «Evening Primrose»)                                                    | Стивен Сондхайм                                         | 4:16         |
| 9.  | «I'll Be Seeing You»/«I've Grown Accustomed to Her Face» (при участии Криса Пайна; из мюзикла «Right This Way» и «My Fair Lady»)         | Ирвинг Каали, Сэмми Фэин/Алан Джей Лернер, Фредерик Лоу | 4:41         |
| 10. | «Climb Ev'ry Mountain» (при участии Джейми Фокса; из мюзикла «The Sound of Music»)                                                       | Ричард Роджерс, Оскар Хаммерстайн II                    | 4:01         |

| №   | Название                                                       | Длительность |
| --- | -------------------------------------------------------------- | ------------ |
| 11. | «I Didn't Know What Time It Was» (из мюзикла «Too Many Girls») | 5:48         |
| 12. | «Not a Day Goes By» (из мюзикла «Merrily We Roll Along»)       | 3:19         |
| 13. | «Fifty Percent» (из мюзикла «Ballroom»)                        | 4:26         |
| 14. | «Losing My Mind» (из мюзикла «Follies»)                        | 3:56         |

## Чарты

### Еженедельные чарты
| Чарт (2016)                             | Высшая позиция |
| --------------------------------------- | -------------- |
| Австралия (ARIA)                        | 1              |
| Австрия (Ö3 Austria)                    | 2              |
| Бельгия/Фландрия (Ultratop)             | 12             |
| Бельгия/Валлония (Ultratop)             | 22             |
| Канада (Canadian Albums Chart)          | 3              |
| Чехия (ČNS IFPI)                        | 18             |
| Нидерланды (Album Top 100)              | 9              |
| Франция (SNEP)                          | 80             |
| Германия (Offizielle Top 100)           | 23             |
| Греция (IFPI)                           | 28             |
| Венгрия (MAHASZ)                        | 18             |
| Ирландия (IRMA)                         | 15             |
| Италия (Classifica album)               | 12             |
| Новая Зеландия (RMNZ)                   | 2              |
| Польша (ZPAV)                           | 23             |
| Шотландия (Scottish Albums Chart)       | 1              |
| Республика Корея (Gaon)                 | 80             |
| Республика Корея (International — Gaon) | 8              |
| Испания (PROMUSICAE)                    | 4              |
| Швейцария (Schweizer Hitparade)         | 24             |
| Китайская Республика (Five Music)       | 3              |
| Великобритания (UK Albums Chart)        | 1              |
| США (Billboard 200)                     | 1              |
| США (Billboard Top Internet Albums)     | 1              |

### Годовые чарты
| Чарт (2016)         | Позиция |
| ------------------- | ------- |
| Австралия (ARIA)    | 43      |
| США (Billboard 200) | 127     |

## Сертификации и продажи
| Регион                                                      | Сертификация | Продажи |
| ----------------------------------------------------------- | ------------ | ------- |
| Австралия (ARIA)                                            | Золотой      | 35 000^ |
| ^ Данные о тиражах приведены только на основе сертификации. |              |         |